# Конфликт на Бугенвиле
Конфликт на Бугенви́ле, также известный как Бугенви́льский кризис — вооружённый конфликт на территории региона Бугенвиль на востоке Папуа — Новой Гвинеи в период с 1988 по 1998 год между ВС Папуа — Новой Гвинеи и Бугенвильской революционной армией во главе с Фрэнсисом Оной. Предтечей конфликта явилась конфронтация между местными жителями и землевладельцами с одной стороны и горнодобывающим предприятием Bougainville Copper — с другой.
Добыча полезных ископаемых на руднике близ населённого пункта Пангуна создавала для жителей трудности, не позволяя при этом иметь соизмеримой с приносимым ущербом компенсации. Регион попытался создать независимое государство в середине 70-х годов, но был проигнорирован. В конечном итоге противоречия вылились в полномасштабную сепаратистскую гражданскую войну в 1988 году. Конфликт часто назывался этнонационалистическим. Недовольные деятельностью компании жители начали саботировать работу шахты и разрушать её инфраструктуру. Восставшие объединились в «Бугенвильскую революционную армию» во главе с Фрэнсисом Оной в начале 1989 года и сражались с правительственными войсками. В марте боевики объявили регион Бугенвиль независимым государством, а правительство вывело солдат с островов и ввело блокаду. В последующие годы правительство с переменным успехом возвращало территории Бугенвиля под свой контроль.
Вице-президент Папуа — Новой Гвинеи Джулиус Чэнь пытался привлечь в конфликт бойцов иностранной частной военной компании Sandline, но контракт был расторгнут после критики со стороны политиков других государств, жителей и командования правительственной армии. Полноценное соглашение о прекращении огня было заключено в 1998 году, после чего последовал мирный договор, подписанный обеими сторонами в 2001 году.

## Предпосылки

### Рудник

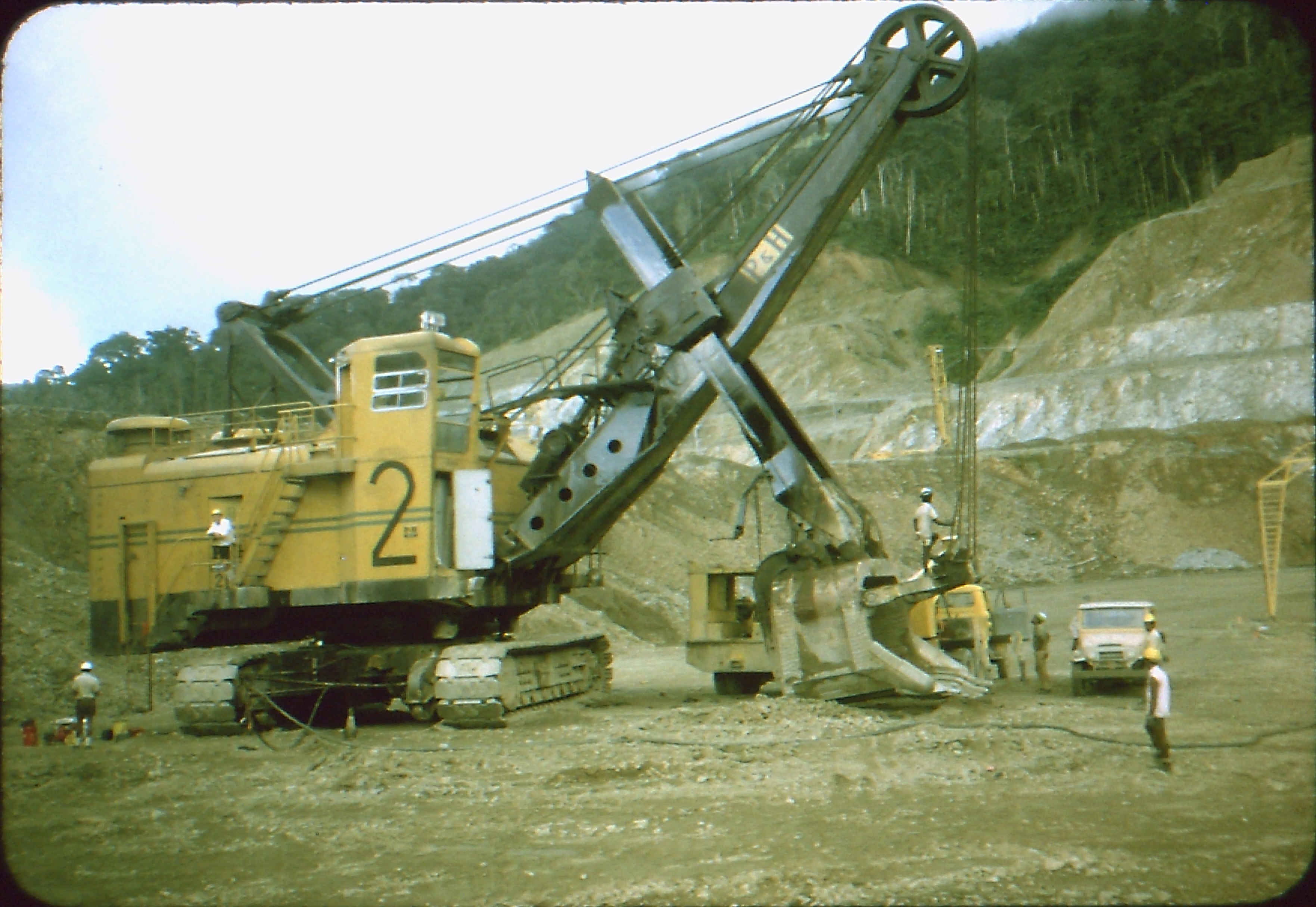
Вскрышные работы на шахте Пангуна, 1971 год

В 30-х годах XX века на острове Бугенвиль были обнаружены месторождения золотой руды. В 1961 году близ деревни Пангуна в центральной части острова Бугенвиль была подтверждена минерализация горной породы, то есть высокое содержание в ней полезных ископаемых. Позже на поверхности почвы исследователи обнаружили большое количество медной руды. В 1964 году на остров прибыла группа исследователей компании Conzinc Riotinto Australia, подконтрольной лондонской Rio Tinto, во главе с Кеном Филлипсом, чтобы разведать рудники и наметить план добычи ресурсов. Местные жители выступили против добычи и мешали проводить работы, считая, что они утратят возможность развить свою собственную экономику. В 1967 году палата собрания тогдашней Территории Папуа — Новая Гвинея и горнодобывающая компания Bougainville Copper получили у австралийского правительства юридическое право на добычу. В её районе велись масштабные строительные работы, к возведению шахт было привлечено до 10 000 человек, однако большая часть работников являлась иностранными гражданами. Добыча ископаемых на руднике полноценно началась в 1972 году.
С 1966 по 1969 годы местные жители подали порядка 350 заявлений в суд с требованием назначить для них компенсации. В 1967 году по решению суда компания Bougainville Copper обязывалась платить 1,25 % доходов от экспорта руды, 95 % из которых предназначались администрации Новой Гвинеи, а оставшиеся 5 % — жителям, в том числе землевладельцам, у которых компания арендовала землю. Жители снова начали требовать выплаты компенсаций после прокладки дороги к месту добычи. В общей сложности местным жителям было выплачено свыше одного миллиона долларов США, однако деньги оставались преимущественно у политиков, а также пользовавшихся своим положением в обществе старейшин общин. Для работы шахты требовалось много земли, из-за чего в период с 1969 по 1989 более 200 семей были насильно переселены. Некоторые также лишились возможности заниматься сельским хозяйством.
После повышения цен на полезные ископаемые Bougainville Copper обогатились, в бюджет Новой Гвинеи, следуя соглашению от 13 февраля 1976 года, поступало 20 % от общей суммы доходов, поскольку таким процентом акций компании обладало государство. Остальные же средства направлялись преимущественно иностранным акционерам. Деятельность шахты, кардинально изменившая жизнь бугенвильцев, а также невозможность иметь от неё выгоду, стали ключевыми причинами роста в регионе сепаратизма.

### Националистические настроения

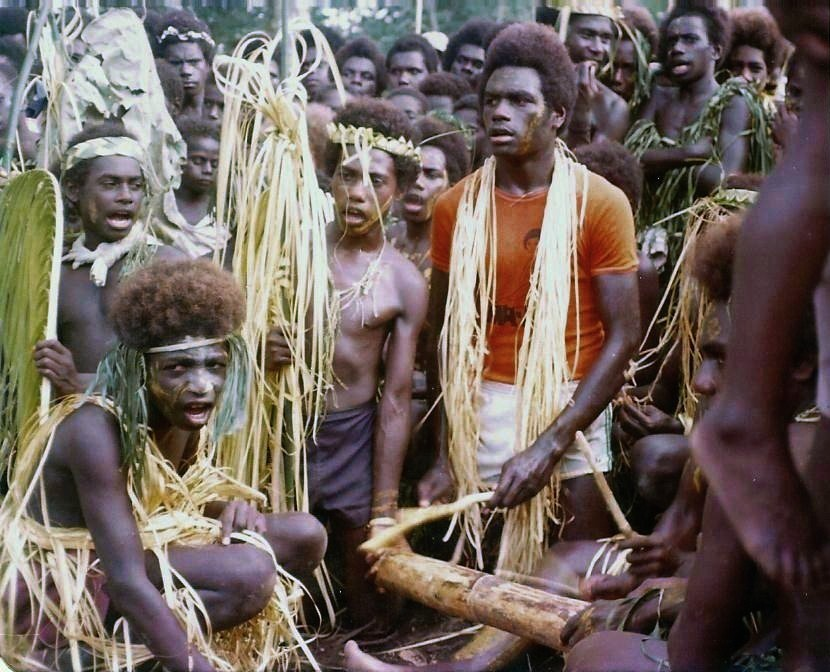
Жители острова Бука выступают на фолк-фестивале

Бугенвильцы, в отличие от остальных сограждан, имеют чёрный цвет кожи, нехарактерный для прочих народов Новой Гвинеи. Как отмечает исследователь человеческой изменчивости Джонатан Фридлендер, население Бугенвиля значительно темнее, чем афроамериканцы и даже некоторые народности Африки. Бугенвильцы ощущают большее культурное и этническое родство с соседними Соломоновыми Островами, а своих сограждан отделяют от себя и называют их «краснокожими». Поток «краснокожих» и иностранцев для работы на шахте провоцировал конфликты между этническими группами. В 1959 года в регионе было основано общественное движение Микамуи (Meekamui Pontoko Onoring), что переводится как «Правительство хранителей священной земли». Её основателем был выходец из Ириана Дэмиен Даменг. Организация имела националистическую направленность и выступала за сохранение бугенвильской культуры, шаманства, боролась с наплывом иностранцев и мешала распространению христианства, предпочитая традиционные верования. Бугенвиль у членов Микамуи считался священной землёй — это убеждение затем переймёт будущий лидер восстания Фрэнсис Она для идеологической подоплёки своего движения, оставаясь при этом католиком. В 60-х и начале 70-х годов в студенческой среде стали возникать националистические организации, такие как Mungkas Association, появившаяся в Университете Папуа — Новой Гвинеи. Они выдвигали идеи обретения бугенвильцами большей автономной власти. Такой же организацией была Napidakoe Navitu, созданная в 1989 в районе города Киета, стремившаяся объединить народы региона для борьбы за независимость. Референдум о независимости, который организация планировала провести, так и не состоялся, а островитяне, проживавшие ближе к северному и южному побережьям острова, выступили против столь стремительных политических преобразований, считая автономию приемлемой альтернативой.

## Конфликт

### Объявление независимости

Флаг, выбранный в качестве официального символа Республики Северных Соломоновых островов

В 1973 году для ведения переговоров о политическом будущем Бугенвиля с центральной властью был учреждён «Бугенвильский специальный политический комитет». Лидером организации стал Лео Ханнет. Предложение Комитета предоставлять бугенвильцам денежные выплаты за счёт шахты было отвергнуто. В июле 1973 года Ханнет предложил создать на Бугенвиле местное правительство, напрямую связанное с регионом и не противоречащее его традициям. Предполагалось, что в это правительство войдут избранные жителями представители деревень. Невзирая на то, что этот орган власти планировался самым нижним по важности, решающим мелкие бытовые проблемы, связанные, например, с владением землёй и заключением браков, он обладал бы возможностью влиять на местную политику напрямую, менее завися тем самым от власти Новой Гвинеи.
После давления со стороны Ханнета и его союзников на правительство в 1974 году было организовано «Временное правительство Бугенвиля», которое должно было собирать все компенсации, полагающиеся островитянам со стороны Новой Гвинеи от работы рудника. После этого центральное правительство стало откладывать вопросы статуса Бугенвиля и отчисления средств. Временное правительство в ультимативной форме принудило столицу начать действовать, пригрозив перекрытием реки Джаба, которую эксплуатировали работники шахты Пангуна, а также отделением от Папуа — Новой Гвинеи. По решению, подписанному в городе Араве, центр должен был передать право получения и перераспределения средств Временному правительству с июля 1975 года, и заняться образованием на Бугенвиле. Несмотря на договорённости, новый виток конфликта вспыхнул после того, как департамент финансов Новой Гвинеи не выплатил Бугенвилю всю затребованную местным управлением сумму: вместо 5 300 000 австралийских долларов было перечислено лишь 1 370 000. В начале 1975 года Ассамблея Временного правительства Бугенвиля приняла решение о скором выходе из состава Новой Гвинеи. 1 сентября того же года было официально объявлено о создании нового независимого от Территории Папуа — Новой Гвинеи государства — Республики Северных Соломоновых островов. Однако это заявление было проигнорировано как Новой Гвинеей, так и остальным миром, включая ООН. Фактически не получив независимость, Бугенвиль, однако, приобрёл от Новой Гвинеи автономный статус и официальное название региона «Провинция Северных Соломоновых Островов».

### Восстание
В 1980 году на острове была организована «Ассоциация землевладельцев Пангуны», которая, хоть и являясь представительным органом землевладельцев, не позиционировала себя противником Bougainville Copper. Ситуация изменилась с приходом Фрэнсиса Оны, который при поддержке двоюродной сестры Пепетуа Сереро, получил большинство голосов на выборах в 1987 году. Став главой Ассоциации, Фрэнсис Она принялся выдвигать в сторону Bougainville Copper требования. Например, в 1988 году Ассоциация затребовала вернуть народу Бугенвиля все средства, которые были заработаны добычей ресурсов на острове за всё время работы компании. По курсу на тот момент эта сумма составляла 12 миллиардов долларов США. Члены Ассоциации также выходили на акции протеста и перекрывали дороги, однако не смогли добиться исполнения своих требований.
Недовольство начало перерастать в насильственную форму в ноябре 1988 года. Приезжих рабочих не устраивал уровень заработной платы, а местные жители жаловались на невозможность трудоустройства на шахте, начальство которой предпочитало брать на работу иностранцев. Недовольные стали собираться в группы и саботировать работу шахты, нападать на её сотрудников. Протестующие разрушали силовые опоры освещения и сжигали служебные помещения. В качестве контрмер в районе шахты, временно приостановившей деятельность в декабре, и в главных городах региона был введен комендантский час. Для поддержания порядка правительство ввело на Бугенвиль солдат Сил обороны Папуа — Новой Гвинеи, что только провоцировало мятежников на более агрессивные действия. Предводителем протестующих выступил Фрэнсис Она, глава Ассоциации землевладельцев и бывший сотрудник Bougainville Copper. Финальным поводом стала публикация исследования о воздействии шахты на окружающую среду, которое показалось ему сфальсифицированным, а также неравномерное выплачивание компенсаций, которое Она ощущал на себе и своей семье. Как утверждает исследователь Кристиан Ласслет, риторика Фрэнсиса Оны носила характер классового борьбы. Например, Она часто обращался к чувствам молодёжи, обделённой компенсациями и работой ввиду действия на острове «капиталистических учреждений». После обретения независимости, как утверждал Она, главной задачей государства должна стать «борьба за сокращение разрыва между богатыми и бедными». Протекавшие события провоцировали дискриминационное отношение к выходцам из Бугенвиля в остальных частях страны.
Беспорядок на острове провоцировал случаи нарушения прав человека и внесудебные разбирательства. Это, а также социально-экономическое расслоение, вынуждало многих бугенвильцев вступать в быстрорастущую оппозиционную организацию Фрэнсиса Оны. Нередко в неё вступали молодые люди, ищущие власть и статус. Образованная в феврале 1989 года организация получила название «Бугенвильская революционная армия». Также на острове действовали отряды Дэмиена Даменга, которые дислоцировались близ шахты Пангуна. Кроме комендантского часа был введён режим чрезвычайного положения. В мае 1989 года ввиду боевых действий работу шахты пришлось остановить, что сильно сказалось на экономике Папуа — Новой Гвинеи. По оценке горнодобывающей компании Bougainville Copper, на момент закрытия шахты под землёй находилось более 691 тонн горной породы с разной степенью содержания золота и меди. На Пангуну приходилось 45 % доходов от всего экспорта страны и 12 % ВВП. Компания проводила для рабочих обучающие курсы, через которые прошло 11 000 человек. Во время работы шахты в местную реку Джаба сбрасывалось большое количество отходов с высоким содержанием меди и других химических веществ. Трубопровод, который направлял бы отходы в море, к закрытию шахты остался недостроенным. В том же году к восставшим присоединился Сэм Кауона — солдат правительственных войск, решивший дезертировать после того, как его двоюродный брат погиб в бою. Он передал повстанцам свой военный опыт, став фактически главнокомандующим Бугенвильской революционной армии. Армия повстанцев использовала оставшееся после Второй мировой войны оружие и успешно применяла в бою тактику партизанской войны.
К 1990 году все приезжие рабочие, которых насчитывалось более 20 000 человек, покинули остров. Поступали сообщения о нарушении прав человека Силами обороны, сожжённых в ходе военных действий в марте—апреле десятков деревень; солдаты правительственных войск преследовали мирных жителей. 17 мая 1990 года, после того, как национальное правительство ввело блокаду региона, Фрэнсис Она и его сторонники провозгласили независимость Бугенвиля. Это было моментом самого сильного ослабления власти Новой Гвинеи, тогда же было заключено соглашение о прекращении огня, за чем последовал вывод солдат Сил обороны Папуа — Новой Гвинеи с острова. Ввиду невозможности поставок бензина, повстанцы использовали в качестве топлива для автомобилей кокосовое масло. Также островитяне остро нуждались в лекарствах, а дети не имели возможности обучаться в школах. Самопровозглашённое государство носило название «Республика Микамуи» и возглавлялось Фрэнсисом Оной и Джозефом Кабуи в качестве премьер-министра. В этот же период было сформировано «Переходное правительство Бугенвиля», которое кооперировалось с Бугенвильской революционной армией. Таким образом, Переходное правительство стало политическим крылом повстанцев, а Бугенвильская революционная армия — военным.
Перед тем как покинуть остров силовики выпустили на свободу всех заключённых, что привело к росту преступности и риску нападений со стороны представителей криминальной субкультуры рэсколизма. Некоторые лидеры восставших использовали появившуюся у них власть для своих личных целей, никак не связанных с борьбой за независимость. Отсутствие органов правопорядка позволяло гражданам собираться в преступные группировки, нередки были случаи бандитизма и краж у мирного населения повстанцами, грабежей в благополучных населённых пунктах на острове Бука на севере региона нищими слоями населения. Известны случаи контрабандистского бизнеса с территории Бугенвиля на Соломоновы Острова. Магазины были разграблены, здания в крупных городах, в особенности административного назначения, сжигались. Также многие женщины подвергались преследованию боевиками, подозревавшими их супругов в причастности к Силам обороны.
Командование Сил обороны официально признало, что они были не готовы к военным действиям. Им не хватало солдат и снабжения. В итоге, премьер-министр Папуа — Новой Гвинеи решил обратиться за помощью к Австралии. На протяжении всего конфликта правительство Австралии осуществляло поддержку Папуа — Новой Гвинеи. Это выражалось, во-первых, в финансовой помощи в рамках программы сотрудничества между странами в сфере обороны. В годы гражданской войны расходы на военную поддержку Папуа — Новой Гвинеи лишь увеличивались, достигая 41 000 000 долларов США к 1990—1991 годам. Во-вторых, Австралийской стороной осуществлялось снабжение вооружением истощённых войск Папуа — Новой Гвинеи. На сторону правительственных войск было поставлено четыре австралийских вертолёта Bell UH-1 Iroquois вместе с пилотами, осуществлялось поддержание техники в боевом состоянии.

### Ослабление позиций боевиков

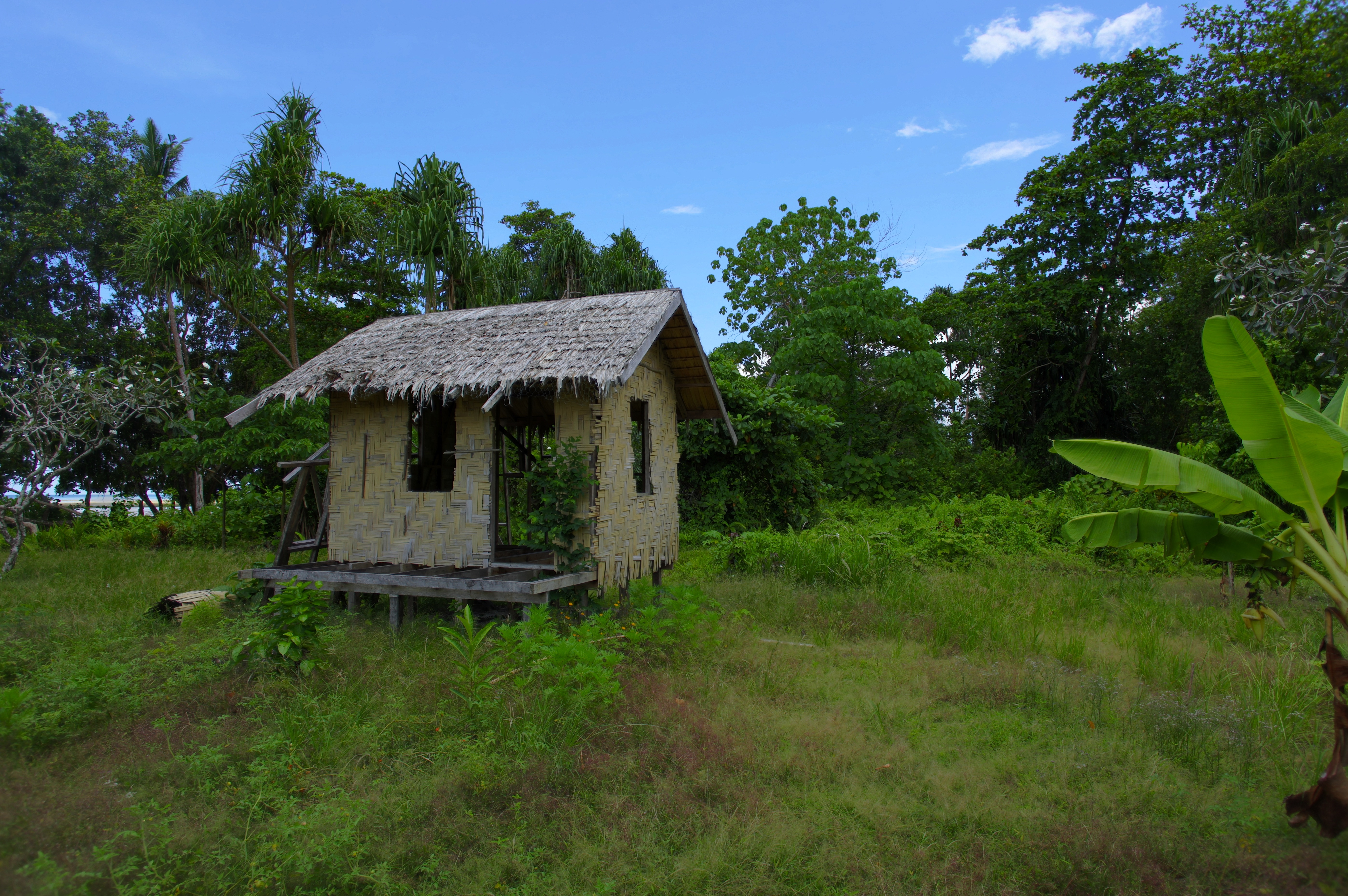
Лачуга на острове Бука — самом северном острове архипелага Соломоновы острова

Начиная с 1990-х годов конфликт стал приобретать также локальную форму, внутренняя конфронтация, главным образом, происходила между остовом Бука на севере и остальным Бугенвилем.
Жители Бука на тот момент в большей степени желали объединиться с Папуа — Новой Гвинеей, из-за чего у них неоднократно происходили стычки с повстанцами. Вожди местных племён вынудили дезертировать местное крыло боевиков, организовав в сотрудничестве с ними «Фронт освобождения Бука». Они пригласили правительственные войска на остров в сентябре 1990 года. Противостояние между Бугенвильской революционной армией и Фронтом освобождения Бука продолжалось с декабря 1990 по январь 1991 года. Правительственные войска не принимали в сражениях активного участия. Бугенвильская революционная армия нападала на жителей острова Бука, однажды подорвав начинённые взрывчаткой лодки близ его берегов. В октябре представители национального правительства встретились с лидерами Фронта освобождения Бука на острове Новая Ирландия, где подписали Кавиенгское соглашение. На встрече обсуждались вопросы поставок на остров и обеспечения его безопасности. Лидера Бука — Сэма Туло — обещали пригласить на обсуждения политического будущего Бугенвиля, однако это, как и большинство других обещаний, не было выполнено.
Различные группы, заявлявшие о причастности к Бугенвильской революционной армии, противостояли друг другу. На острове Бугенвиль начали появляться группировки «Сил сопротивления Бугенвиля», противостоявшие Фрэнсису Оне при активной поддержке вооружением и средствами со стороны Порт-Морсби. К таким группам присоединились южные территории провинции Сиваи, лидером восставших против боевиков был Ник Ненниаи. Совместно с войсками Новой Гвинеи они старались продвигаться вглубь региона на север. В 1991 году лидеры Бугенвильской революционной армии обратилась за помощью к Теодору Мириунгу, местному юристу, чтобы тот консультировал организацию по юридическим вопросам. Впоследствии он станет премьер-министром Переходного правительства Бугенвиля. После 1992 года контроль боевиков в регионе начал ослабевать: некоторые вооружённые отряды, потеряв надежду на международное признание и устав от насилия, стали искать пути примирения с властями. Произошло столкновение между Силами обороны Папуа — Новой Гвинеи и Вооружёнными силами Соломоновых Островов, причиной которого послужила убеждённость первых в оказании Соломоновыми Островами сочувствия и поддержки боевикам, а территория государства якобы служила плацдармом для дислокации боевиков и базой пополнения вооружения. В самый удачный момент, новогвинейской армии в сотрудничестве с Силами сопротивления Бугенвиля удалось держать под контролем до 40 процентов территории острова, но их позиции не были прочны из-за точечных партизанских нападений.
В июне 1996 года кабинет министров разработал операцию «Высокая скорость», которая при помощи военной мощи должна была принудить боевиков сложить оружие и сесть за стол переговоров. В результате Силы обороны потерпели ряд сокрушительных поражений, солдаты Бугенвильской революционной армии успешно оборонялись до августа, когда операция официально завершилась. Позже, в сентябре того же года, между боевиками и Силами обороны произошла поножовщина на юге острова, итогом которой стали 11 убитых правительственных солдат и пятеро пленных. Сэм Куона выступил по телевидению, угрожая убить их, если с острова не будут полностью выведены войска.

## Инцидент Sandline
Основной политической задачей Джулиуса Чэнь на высоких постах Папуа — Новой Гвинеи являлось урегулирование конфликта. Став премьер-министром государства в августе 1994 года, он ставил это своей главной целью. Перед очередными выборами в середине 1997 года эта проблема так и не была решена. Стремительные подвижки в сторону решения бугенвильского кризиса дали бы Чэнь политические очки. Чэнь ставил большие надежды на мирное решение конфликта, но ни дипломатия, ни силовое вмешательство не привели к положительному итогу. Череда поражений показала неспособность вооружённых сил Папуа — Новой Гвинеи восстановить контроль в провинции.
Идея привлечения к конфликту наёмнных войск появились ещё в 1989 году, когда предлагалось нанять гуркхов. Расследование инцидента Sandline показывает, что министр обороны государства впервые связался с британской частной военной компанией Sandline International в начале 1996 года. В первых месяцах 1997 года Джулиус Чэнь заключил контракт с Sandline International, бойцы которого должны были обучать новогвинейских солдат и поддерживать их в военной операции против повстанцев. Однако после того, как информация была обнародована в феврале, власти Новой Гвинеи подверглись критике со стороны политиков Новой Зеландии и Австралии; моральный дух правительственных войск, которым, в отличие от наёмников, систематически недоплачивали, был подорван. Был раскрыт и гонорар Sandline — 36 000 000 долларов США. Чэнь пытался сгладить углы, заявляя, что сотрудничество правительства с военной компанией заключались исключительно в консультационной работе — он стремился избегать использования слова «наёмники». Силы обороны Папуа — Новой Гвинеи во главе с Джерри Синджироком официально отказались сотрудничать с наёмными солдатами. В Порт-Морсби прошли массовые демонстрации и уличные беспорядки. В конечном итоге в марте правительство было вынуждено расторгнуть контракт с Sandline International, и 18 числа персонал организации начал покидать территорию государства. Следствием скандала стала победа на выборах премьер-министра в июне 1997 года Уильяма Скейта, который изначально склонялся к политике дипломатии.

## Мирный процесс
Первые крупные переговоры между Бугенвильской революционной армией и властью состоялись 29 июля 1990 года. Представителем оппозиции был Джозеф Кабуи — премьер-министр непризнанной Республики Северных Соломоновых островов. Делегацию правительства Новой Гвинеи возглавил премьер-министр страны Майкл Сомаре. В ходе переговоров поднимались вопросы возобновления работы образовательной системы, здравоохранения и телекоммуникаций. Обе стороны согласились с необходимостью такого решения, бугенвильская делегация также обязалась сохранить безопасность сотрудников, которые будут работать на острове. Обсуждение проходило в сопровождении наблюдателей из Канады, Вануату и Новой Зеландии, последние также предоставили место для проведения мероприятия — один из кораблей флота Новой Зеландии. Соглашение было подписано 5 августа. Дальнейшие переговоры состоялись в столице Соломоновых Островов Хониара в январе 1991 года. Договор, который предлагалось подписать боевикам, предусматривал отмену провозглашения независимости Бугенвилем, разоружение боевиков, восстановление служб, от которых был отрезан регион. Однако такие положения не устроили восставших, поэтому переговоры закончились безрезультатно. Фрэнсис Она назвал документ «полной чушью».
Следующий шаг в сторону урегулирования конфликта произошёл в 1994 году, когда новоизбранный премьер-министр Новой Гвинеи Джулиус Чэнь с Билли Хилли, премьер-министром Соломоновых Островов, встретились с Сэмом Кауоной и договорились организовать в октябре того же года мирную конференцию в городе Арава, на которую возлагались большие надежды. Обеспечивать безопасность были призваны миротворческие силы из Фиджи, Тонга, Вануату. Высшее руководство Бугенвильской революционной армии на конференции не присутствовало, опасаясь за свою безопасность. Был заключен договор с деревнями народности насиой, выходцы из которых составляли костяк революционеров, о возвращении на остров сферы услуг и скором юридическом урегулировании конфликта. Итогом конференции также стал документ «Хартия Миригини для нового Бугенвиля», подписанный в столице страны на переговорах 25 ноября. Он предусматривал появление к 1995 году нового переходного органа, который ознаменовал раскол организации боевиков на радикальные и умеренные силы. Последней силой выступило «Переходное правительство Бугенвиля», бывшее политическое крыло радикалов. С апреля 1995 года организация стала буфером между официальной властью и боевиками, старалась прийти к мирному урегулированию конфликта, полагая при этом автономию в составе Папуа — Новой Гвинеи благоприятным разрешением конфликта. В организацию вошли представители от советов старейшин каждой административной единицы региона Бугенвиль. Хотя в диалоге с Переходным правительством были успехи, к 1996 году Чэнь дистанцировался от переговоров с организацией, поскольку потерял к ней доверие, решив, что она находится в слишком тесном контакте с боевиками Бугенвильской революционной армии. Дальнейшие переговоры в австралийском городе Кэрнс не увенчались успехом: прибывшие на неё лидеры революционный армии обсуждали прекращение боевых действий, но по пути домой делегация Бугенвиля была обстреляна Силами обороны Папуа — Новой Гвинеи. Более сотрудничать с Австралией, ссылаясь также на колониальное прошлое государства, в рамках мирного процесса Бугенвильская сторона не желала. Таким образом, прекращение огня с октября 1994 года было нарушено и сражения продолжились.

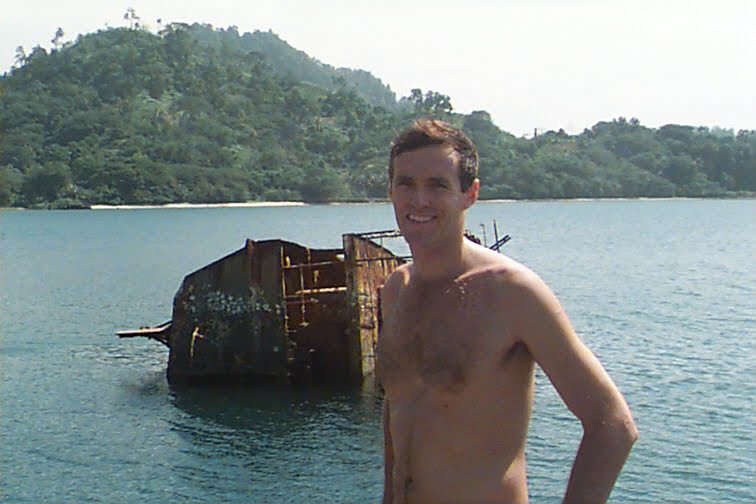
Миротворец позирует на фоне потопленного корабля близ города Киета, 1998 год

Начиная с 1997 года к мирному процессу подключились представители разных стран Океании, чтобы наблюдать за соблюдением перемирия. Годом позже был создан небольшой политический офис ООН с составом не более шести человек, которые следили за соблюдением прекращения огня и курировали вопрос утилизации вооружения вплоть до 2005 года. Новая Зеландия предложила провести на своей территории очередные переговоры. Обе стороны охотно приняли предложение, боевики ввиду этого освободили шестерых пленных гвинейцев. Двухнедельные переговоры закончились подписанием Бурнхемской декларации о стремлении сторон к демилитаризации региона. Власти Новой Зеландии и Австралии признали состоявшееся соглашение большим дипломатическим успехом. Премьер-министр Австралии Александер Даунер уделял много внимания бугенвильской проблеме. Он обсуждал этот вопрос с правительством Гвинеи и лично встречался с представителями Бугенвильской революционной армии. 2 января 1998 министр иностранных дел Австралии посетил Бугенвиль и пообещал выделить 100 миллионов долларов на восстановление разрушенного хозяйства. Он также хотел лично встретиться с лидерами повстанцев, что нашло одобрение с их стороны.
30 апреля 1998 года было подписано соглашение о прекращении огня между центральным правительством и вооружёнными группировками острова. В мае 1999 года было учреждено «Бугенвильское правительство примирения», позже переименованное в «Бугенвильский народный конгресс», который принимал участие в переговорах со стороны бугенвильцев. Президентом организации стал Джозеф Кабуи, будущий лидер Бугенвиля. Джон Момис, депутат парламента Новой Гвинеи от Бугенвиля, подал в суд на Конгресс, поскольку он, по его утверждению, был создан вразрез конституции государства и, следовательно, являлся незаконным. Суд признал организацию «вне закона», после чего правительство решило восстановить конституционный контроль над островом. Законодательство позволило Момису стать губернатором Бугенвиля. Народный конгресс выступил против данного решения, хотя и уступив инициативу Момису. Невзирая на это обстоятельство, переговоры продолжились. К 1998 году Фрэнсис Она пытался саботировать мирный процесс, стараясь обратить внимание на себя и своих немногочисленных сторонников, которых насчитывалось 10-15 % из числа участников Бугенвильской революционной армии, в то время как большая часть бывших членов организации была занята мирными переговорами. К тому моменту Она не играл серьёзной роли в политике Бугенвиля.

Официальная эмблема Автономного региона Бугенвиль

Полноценный мирный договор был составлен обеими сторонами и подписан в августе 2001 года. Он предполагал, что регион Бугенвиль будет находиться в составе Папуа — Новой Гвинеи и вернётся к автономному статусу, однако договор предусматривал референдум о решении статуса региона вплоть до отделения, проведение которого было запланировано через 10—15 лет после избрания первого президента Автономного региона Бугенвиль. Обсуждались вопросы разоружения боевиков. Окончательная точка в вопросе утилизации оружия всех военизированных группировок была поставлена в мае 2001 года. Автономный статус региона представлял значительно более широкий спектр политических возможностей для Бугенвиля, чем те, которыми он обладал в 1970-е годы: отныне он имел право разработать собственную конституцию и сформировать новое автономное правительство. Автономное правительство контролирует вопросы местного образования, здравоохранения, земельных и природных ресурсов, торговли и промышленности; имеет право создавать местные государственные службы, суды; принимать законы. Новая Гвинея сохранила за собой лишь те сферы, что относятся к обороне границ, контролю миграции, деятельности Центрального банка и действию конституции Папуа — Новой Гвинеи.
Проект конституции был разработан конституционной комиссией и одобрен правительством Новой Гвинеи в декабре 2004 года. 14 января 2005 года конституция вступила в силу. В мае и июне прошли первые выборы, президентом был избран Джозеф Кабуи. Фрэнсис Она умер в том же году и незначительные остатки его оппозиционной группировки к 2007 году постепенно перешли к сотрудничеству с Автономным регионом Бугенвиль. Исследователь Энтони Реган отмечает, что в регионе некоторое время продолжался локальный конфликт с участием вооружённых группировок, в стычках с которыми к 2011 году погибло около сотни человек. Однако это не было связано с возобновлением деятельности Бугенвильской революционной армии.

## Референдум о независимости
В конце 2010-х годов был поднят вопрос о проведении референдума о независимости Бугенвиля. Подготовка к нему требовала дополнительных финансовых трат, в том числе для формирования реестра избирателей. Джон Момис, занимавший в то время пост президента Автономного региона Бугенвиль, подвергал правительство критике за неисполнение им своих обязательств. Тем не менее, на острове происходили встречи с избирателями, проводилась кампания по информированию населения о процедуре грядущего мероприятия. В работе над референдумом принимал активное участие бывший премьер-министр Ирландии Патрик Ахерн, который стал председателем комиссии по проведению референдума. В качестве избирателей были зарегистрированы и бугенвильцы, находившиеся за пределами острова. Референдум стартовал 23 ноября 2019 года, голосование продолжалось вплоть до 7 декабря. Кроме 202 000 избирателей на Бугенвиле были зарегистрированы примерно 12 000 человек в Папуа — Новой Гвинее и около двух сотен на Соломоновых Островах и в Австралии. Избирателям предлагался выбор между двумя вариантами: полная независимость или расширенная автономия. В конечном итоге 176 928 человек проголосовало за независимость Бугенвиля, 3043 — за автономию. Премьер-министр Папуа — Новой Гвинеи Джеймс Марапе, реагируя на результаты референдума, заявил, что в будущем будут проведены масштабные совещания на тему независимости Бугенвиля. Он полагал, что процесс ратификации статуса Бугенвиля может занять некоторое время и, предположительно, окончательный указ парламента следует ожидать не ранее 2025 года. За это время правительство Новой Гвинеи надеется помочь Бугенвилю восстановить пострадавшую экономику. Бугенвильский политик Патрик Нирса обеспокоен неторопливостью властей и находит возможным рост недовольства островитян, если столица не предпримет никаких действий в ближайшее время.

### Книги
- Wehner Monica, Denoon Donald. Without a gun: Australians' experiences monitoring peace in Bougainville, 1997–2001 (англ.). — Canberra: Pandanus Books, 2001. — 203 p. — ISBN 978-1740760133.
- Regan Anthony, Griffin Helga. Bougainville Before The Conflict (англ.). — Canberra: Pandanus Books, 2005. — 569 p. — ISBN 9781740761383.
- Braithwaite John и др. Reconciliation and Architectures of Commitment: Sequencing peace in Bougainville (англ.). — Canberra: ANU E Press, 2010. — 161 p. — ISBN 9781921666681.
- Challenging the State: the Sandline Affair in Papua New Guinea (англ.) / Dinnen S., May R., Regan Anthony. — Paragon Printers, 1997. — 227 p. — ISBN 0 7315 2366 0.
- Regan, Anthony. Diminishing Conflicts in Asia and the Pacific (англ.). — New York: Routledge, 2013. — P. 119—137. — 296 p. — ISBN 978-0-203-10481-1.
- May, Ronald. Policy Making and Implementation: Studies from Papua New Guinea (англ.). — Canberra: ANU E Press, 2009. — 399 p. — ISBN 9781921536687.
- May, Ronald. State and society in Papua New Guinea (англ.). — 2nd edition. — ANU E Press, 2004. — 445 p. — ISBN 9781920942052.
- Allen, Matthew. Resource Extraction and Contentious States. — Suva: Palgrave Macmillan, 2018. — 148 с. — ISBN 978-981-10-8119-4.
- A Kind of Mending: Restorative Justice in the Pacific Islands / Dinnen, Sinclair. — Canberra: ANU E Press, 2010. — 308 с. — ISBN 9781921666834.
- The Bougainville Crisis: 1991 Update (англ.) / Spriggs Matthew, Denoon Donald. — Australian National University Press, 1992. — 228 p. — ISBN 1 86333 06 1 5.
- Peace on Bougainville: Truce Monitoring Group (англ.) / Rebecca Adams. — Wellington: Victoria University Press, 2001. — 192 p. — ISBN 0-86473-408-5.

### Статьи
- Есакова Е. В. Австралия и Бугенвильский кризис // Международный научно-исследовательский журнал. — Екатеринбург, 2016. — Апрель (т. 46, № 4). — С. 44—47. — ISSN 2227-6017. — doi:10.18454/IRJ.2016.46.238.
- Kössler, Karl. Bougainville Moving Towards Independence? The Role of Autonomy for Conflict Resolution in Past and Present (англ.) // Ethnopolitics. — 2020. — 20 July (vol. 4). — P. 1—14. — doi:10.1080/17449057.2020.1795475.
- Lasslett, Kristian. State Crime by Proxy: Australia and the Bougainville Conflict (англ.) // The British Journal of Criminology. — Oxford University Press, 2012. — 29 May (no. 52). — P. 705–723. — doi:10.1093/bjc/azs012.
- Hermkens, Anna-Karina. Like Moses Who Led His People to the Promised Land: Nation- and State-Building in Bougainville (англ.) // Oceania. — 2013. — Vol. 83, no. 3. — P. 192—207. — doi:10.1002/ocea.5020. — JSTOR 42705027.
- Hermkens, Anna-Karina. Marian Movements and Secessionist Warfare in Bougainville, Papua New Guinea (англ.) // Nova Religio. — 2015. — May (vol. 18, no. 4). — P. 35–54. — doi:10.2307/resrep19783.
- Bohane, Ben. The Bougainville Referendum and Beyond (англ.) // Lowy Institute for International Policy. — 2019. — October. — doi:10.2307/resrep19783. — JSTOR resrep19783.
- Connell, John. Bougainville: A New Pacific Nation? (англ.) // Small States & Territories. — 2020. — November (vol. 3, no. 2). — P. 375—396.
- Rolfe, Jim. Peacekeeping the Pacific Way in Bougainville (англ.) // International Peacekeeping. — 2007. — 8 November (vol. 8, no. 4). — P. 38—55. — doi:10.1080/13533310108413919.
- Böge, Volker. Conflict Potential and Violent Conflicts in the South Pacific (англ.) // Universität Hamburg. — 2001. — No. 1. — P. 1—91. — ISSN 1432-8283.
- Regan, Anthony. Bougainville, Papua New Guinea (англ.) // The RUSI Journal. — 2018. — 28 January (vol. 163, no. 6). — P. 44—54. — doi:10.1080/03071847.2018.1562020.
- Wallis, Joanne. Ten Years of Peace: Assessing Bougainville's Progress and Prospects (англ.) // The Round Table. — 2012. — 21 February (vol. 101, no. 1). — P. 29—40. — doi:10.1080/00358533.2012.656028.
- Wallis, Joanne. Nation-Building, Autonomy Arrangements, and Deferred Referendums: Unresolved Questions from Bougainville, Papua New Guinea (англ.) // Nationalism and Ethnic Politics. — 2013. — 13 August (vol. 19, no. 3). — P. 310–332. — doi:10.1080/13537113.2013.818360.
- May, Roland. Papua New Guinea's Bougainville crisis (англ.) // The Pacific Review. — 1990. — Vol. 3, no. 2. — P. 174—177. — doi:10.1080/09512749008718860.
- McMillan, Stuart. Briefing on Bougainville (англ.) // Department of Economics and Marketing. Discussion Paper. — Canterbury, 1997. — December (no. 43). — P. 1—17. — ISSN 1173-0854.